# Long pan
Chacun des versants les plus longs d’un comble, ou chacun des longs murs gouttereaux.